# Riserva statale Valle delle Ferriere
La riserva Valle delle Ferriere è un'area naturale protetta situata nel comune di Scala, in provincia di Salerno. Il suo nome deriva dalla presenza delle antiche ferriere della Repubblica Amalfitana, le quali erano attive soprattutto nella produzione di chiodi per le imbarcazioni.
La riserva è di grande interesse da un punto di vista botanico e fitogeografico, dato che conserva al suo interno numerosi esemplari di Woodwardia radicans, una felce arborea risalente al Cenozoico.

## Generalità
La Riserva occupa una profonda vallata situata nel versante amalfitano della Penisola Sorrentina; quest'ultima è costituita prevalentemente da calcari cretacei che poggiano su dolomie del Trias superiore. Localmente sono presenti spessi depositi piroclastici provenienti dal complesso Somma-Vesuvio. 
Il carsismo dell'area determina la presenza di numerose sorgenti che alimentano un corso d'acqua a carattere permanente sul fondo del vallone.

### Accessibilità
Ci sono diversi accessi per visitare la Valle, uno dei quali è da San Lazzaro, Agerola. Arrivati a San Lazzaro, seguire l'indicazione Monte Murillo. Si imbocca una stradina in salita e molto ripida. Ad un certo punto la stradina termina e si prosegue a piedi seguendo le indicazioni per il sentiero. Per raggiungere quest'ultimo è necessario percorrere una scalinata e poi un sentiero boschivo che conduce al percorso vero e proprio, che dura circa due ore e trenta. Altre vie di accesso sono da Amalfi e Pogerola.
Il punto di partenza può anche essere la piazzetta di Pontone, piccolo borgo arroccato sulla Costiera amalfitana, adagiato su terrazzi ricchi di limoneti tipici della zona. Il percorso è un alternarsi di piccole salite e discese dove oltre ad ammirare il panorama si possono sentire i profumi tipici della costiera amalfitana. Arrivati alla metà del percorso si possono ammirare le antiche ferriere. L'ultimo tratto dell'itinerario è un po' più difficoltoso, in quanto ci sono gradini ripidi, scavati nella roccia che però possono essere percorsi in sicurezza.

## Fauna
I corsi d'acqua ospitano fauna acquatica molto interessante costituita da numerose specie di insetti, in particolare Efemerotteri e anche da vertebrati tra i quali spicca la presenza della salamandrina dagli occhiali, un endemismo italiano, oltre che la salamandra pezzata ed il rospo comune. 
Nelle zone boscose ed in quelle di macchia o delle rupi si ritrovano il falco pellegrino, varie specie di uccelli passeriformi nidificanti e migratori: il picchio rosso maggiore e, tra i rettili, il saettone, la vipera ed il ramarro.

## Flora
La complessa geomorfologia del territorio, unitamente alle variazioni microclimatiche, determina un tipico esempio di "inversione della vegetazione"; infatti, mentre sul fondo del vallone è presente un bosco misto mesofilo, le pareti sovrastanti ospitano formazioni vegetali mediterranee (gariga, macchia). Di notevole interesse fitogeografico sono: la felce bulbifera (Woodwardia radicans), Pteris cretica, Pteris vittata, la carnivora Pinguicola hirtiflora, la parnassia, l'arisaro codato (Arisarum proboscideum), Carex grioletii.